# تامی هابن
تامی هابن (انگلیسی: Tommie Hoban؛ زادهٔ ۲۴ ژانویهٔ ۱۹۹۴) بازیکن فوتبال اهل بریتانیا است.
از باشگاه‌هایی که در آن بازی کرده‌است می‌توان به باشگاه فوتبال آرسنال، باشگاه فوتبال واتفورد، و باشگاه فوتبال ویلدستون اشاره کرد.
وی همچنین در تیم‌های ملی فوتبال زیر ۱۷ سال و زیر ۱۹ سال و زیر ۲۱ سال ایرلند بازی کرده‌است.